# Barco (Covilhã)
Barco é uma povoação portuguesa do Município da Covilhã que foi sede da extinta Freguesia de Barco, freguesia que tinha 14,07 km² de área e 473 habitantes (2011), e, por isso, uma densidade populacional de 33,6 hab/km².
A Freguesia de Barco foi extinta em 2013, no âmbito de uma reforma administrativa nacional, tendo sido agregada à Freguesia de Coutada para formar uma nova freguesia denominada União das Freguesias de Barco e Coutada da qual é a sede.

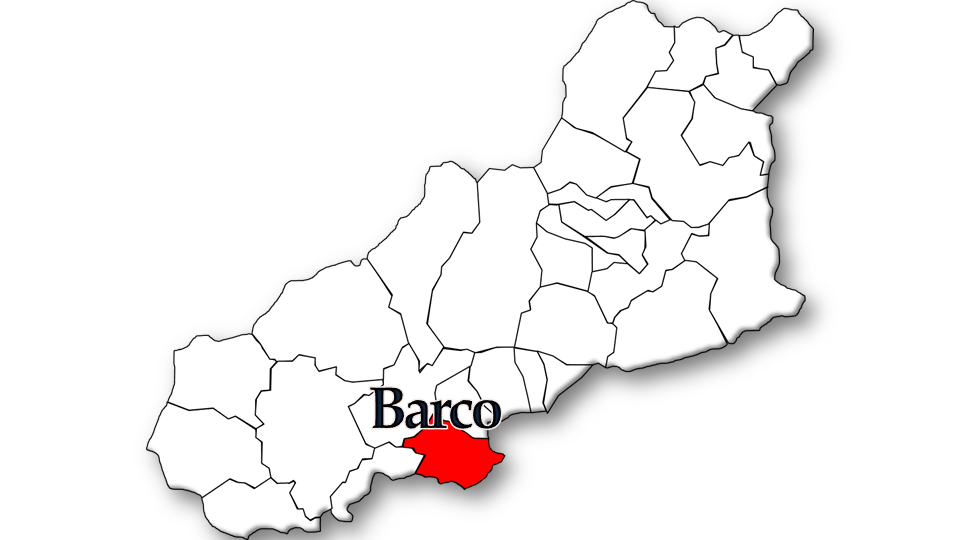
Localização no Município de Covilhã

## População
| População da freguesia de Barco | População da freguesia de Barco | População da freguesia de Barco | População da freguesia de Barco | População da freguesia de Barco | População da freguesia de Barco | População da freguesia de Barco | População da freguesia de Barco | População da freguesia de Barco | População da freguesia de Barco | População da freguesia de Barco | População da freguesia de Barco | População da freguesia de Barco | População da freguesia de Barco | População da freguesia de Barco |
| ------------------------------- | ------------------------------- | ------------------------------- | ------------------------------- | ------------------------------- | ------------------------------- | ------------------------------- | ------------------------------- | ------------------------------- | ------------------------------- | ------------------------------- | ------------------------------- | ------------------------------- | ------------------------------- | ------------------------------- |
| 1864                            | 1878                            | 1890                            | 1900                            | 1911                            | 1920                            | 1930                            | 1940                            | 1950                            | 1960                            | 1970                            | 1981                            | 1991                            | 2001                            | 2011                            |
| 539                             | 923                             | 907                             | 1 034                           | 1 162                           | 1 218                           | 1 365                           | 1 577                           | 1 802                           | 2 070                           | 1 321                           | 1 261                           | 753                             | 576                             | 473                             |

Com lugares desta freguesia foi criada pela Lei nº 61/84, de 31 de Dezembro, a freguesia de Coutada

## Descrição
Aldeia bucólica com uma esplêndida paisagem, que se estende ao longo das margens do Rio Zêzere foi durante muitos anos o ponto de travessia de pessoas e bens, entre margens do rio ganhando daí o seu nome.
Tem também fontes romanas e outros vestígios, tais como os da passagem dos mouros pela Serra da Argemela. A Serra da Argemela é rica em minerais e mesmo antes da chegada dos romanos foi explorada na sua busca. Existem por isso inúmeras grutas minas e valas a céu aberto nas suas encostas.
Envolta em várias lendas existe uma que lhe deu o nome, sobre uma Moura que queria casar com um Mouro rico. No dia do Casamento os mouros levaram-na para o cimo da Serra, deitando-a de um poço muito fundo. Sempre que há vento diz-se que se ouve os gemidos da moura por entre as minas, grutas e poços, e da expressão no ar-geme-ela resultou o nome Argemela.

## Património
- Igreja de S. Simão (matriz)
- Duas capelas de S. Sebastião
- Alminhas
- Calvário
- Fontes Velha e romana
- Lagares de azeite
- Casa mortuária
- Vestígios castrejos do Cabeço dos Mouros e da fortaleza
- Castro do Monte de Argemela
- Praia fluvial (no rio Zêzere)